# Масимилиано Алегри
Масимилиано Алегри (на италиански: Massimiliano Allegri), известен също като Макс Алегри е италиански футболист и треньор.

## Клубна кариера
Алегри започва своята кариера през 1984 г. Играл е за Ливорно, Пиза, Павия, Пескара, Каляри, Перуджа, Падова и Наполи. Приключва клубната си кариера в отбора на Аглианезе.

## Треньорска кариера

### Ранни години
Алегри започва треньорската си кариера в отбора на Аглианезе през 2004 г. Води също и отборите на СПАЛ и Гросето.

### Сасуоло
През август 2007 година Алегри поема отбора на Сасуоло, който играе в Серия Ц1. Още в първия си сезон под ръководството на Алегри, САсуоло успява да се класира в Серия Б.

### Каляри
НА 29 май 2008 г. Алегри подписва с първодивизионния Каляри. Той не започва добре и регистрира 5 загуби в първите си 5 мача. В края на сезона отбора финишира на 9-о място в Серия А. През 2010 г. Алегри напуска Каляри.

### Милан
На 25 юни 2010 г. Алегри е представен официално като треньор на гиганта Милан. Още в първия си сезон Милан успява да спечели Серия А под ръководството на Алегри. Дотогава отбора не е ставал шампион на Италия от 2004 година. През 2014 г. бива уволнен поради лоши резултати на отбора.

### Ювентус
На 16 юли 2014 г. поема отбора на Ювентус, след като Антонио Конте подава изненадващо оставка. При дебюта си отбора завършва 0 – 0 в приятелска среща между Ювентус и Чезена. Става шампион на Италия и печели Купата на Италия и достига до финала в Шампионска лига още в първия си сезон в отбора от Торино.

## Успехи

### Треньор
„Сасуоло“
- Серия Ц1 (1) – 2008

„Милан“
- Серия А (1) – 2011
- Суперкупа на Италия (1) – 2011

„Ювентус“
- Серия А (5) – 2015, 2016, 2017, 2018, 2019
- Купа на Италия (4) – 2015, 2016, 2017, 2018
- Суперкупа на Италия (2) – 2015, 2018

### Индивидуални
- Треньор на годината в Серия А – 2011, 2015